# Ибанешти (Васлуј)
Ибанешти (рум. Ibănești) насеље је у Румунији у округу Васлуј у општини Ибанешти. Oпштина се налази на надморској висини од 141 m.

## Становништво
Према подацима из 2002. године у насељу је живело 683 становника, од којих су сви румунске националности.